# Higino Queirós e Melo
Higino Queirós e Melo, foi um engenheiro e político.

## Origem e família
Nasceu em Cernache do Bonjardim (Sertã), a 21 de fevereiro de 1900, e veio a falecer em Lisboa, em 1960. Era filho de Gualdino António de Queirós e de Maria do Céu Matos de Queirós.

## Biografia profissional e política
Foi engenheiro, Procurador à Câmara Corporativa, como representante da FNAT na Secção de Educação Física e Desportos (1945-1950).
Licenciou-se em Engenharia no Instituto Superior Técnico de Lisboa. Oriundo da direita radical, esteve muito ligado a Pedro Teotónio Pereira, de quem foi Chefe de Gabinete quando este foi Ministro do Comércio e Indústria.
Era membro da Legião Portuguesa. Presidente da Comissão Reguladora do Comércio de Bacalhau (de Junho de 1936 a Outubro de 1960). Na FNAT, desempenhou o cargo de Presidente da Comissão Administrativa desde a criação deste organismo (1935) e foi Presidente da Direcção a partir de 1941, podendo considerar-se a sua figura mais representativa até à Segunda Guerra Mundial. Permaneceu naquelas funções até à grande alteração estatutária de 1950.
Grande admirador da Frente de Trabalho Alemã (DAF), manteve relações laços privilegiados com o III Reich (que lhe concedeu uma condecoração), visitando várias vezes a Alemanha para participar nos congressos da organização de tempos livres Força Pela Alegria (KDF).
Assumiria a presidência da FNAT, sendo nomeado Procurador em 27 de Novembro de 1945. Designado 1º Secretário da Câmara Corporativa na 1ª Sessão Legislativa da IV Legislatura e membro do Conselho Administrativo, permaneceria em funções até à 2ª Sessão Legislativa da V Legislatura.
Secretariou a 1º Sessão da V Legislatura, integrando também a Comissão de Verificação de Poderes.
Foi condecorado como Comendador da Ordem da Benemerência.

## Publicações
Publicou dois trabalhos: A Pesca do Bacalhau, (1940); e Colónias de Férias para Trabalhadores Portugueses e para Seus Filhos, (1944).